# Sporting CP (szachy)
Sporting Clube de Portugal – klub szachowy z Lizbony, sekcja Sporting CP, jedenastokrotny mistrz kraju.

## Historia
Sekcja Sporting CP powstała w 1958 roku z inicjatywy Victora Buescu, rumuńskiego profesora pracującego na Uniwersytecie Lizbońskim. Do klubu wkrótce dołączyli tacy zawodnicy, jak Luís Ennes Baptista, António Rocha i João Mário Ribeiro; w późniejszych latach zawodnikami Sportingu byli także m.in. Joaquim Durão, João Maria Cordovil i Fernando Silva. Klub jedenastokrotnie zdobył mistrzostwo Portugalii, w sezonach 1962, 1963, 1964, 1967, 1975, 1975/1976, 1976/1977, 1978/1979, 1980/1981, 1981/1982 i 1982/1983. W 1981 roku, po pokonaniu K Gentse SRL, Sporting dotarł do ćwierćfinału Pucharu Europy, w którym uległ 3:9 Tel Aviv University. W 1986 roku z powodu pozbawienia sekcji lokalu była ona zmuszona tymczasowo przerwać działalność. W 1999 roku zespół zdobył czwarty Puchar Portugalii, wcześniej dokonując tego w latach 1979, 1984 i 1985.